# بمب‌گذاری ۱۴۰۰ مکتب سیدالشهدا کابل
بمب‌گذاری مکتب در کابل ۲۰۲۱ روبری در اصلی آموزشگاه دخترانه سیدالشهدا واقع در برچی، منطقه‌ای عمدتاً هزاره و شیعه نشین، در غرب کابل، افغانستان روی داد و سبب کشته‌شدن دست کم ۹۰ تن و زخمی شدن ۲۴۰ نفر شد. البته این آماری است که دولت افغانستان اعلام کرده‌است و آمار کلی قربانیان طبق گفته شاهدان و کسانی در آن منتطقه بوده‌اند بیش از این اندازه و در حدود ۱۰۰ و بیشتر بوده‌است. شمار زخمیان این رویداد در حدود ۱۵۰ نفر گزارش شده‌است. بیشتر کشته شدگان دختران ۱۳ تا ۱۵ سال بودند. سخنگوی وزارت کشور تلفات ۸۵ نفر را تأیید کرد اما جزئیات علت انفجار را بیان نکرد.
این بمب‌گذاری در روز ۱۸ ثور (اردیبهشت) ۱۴۰۰ (۸ مه ۲۰۲۱) و در روز ۲۵ ماه مبارک رمضان سال ۱۴۴۲ هجری قمری در مقابل مکتبی به نام «سیدالشهدا» واقع در منطقه عمدتاً هزاره نشین دشت برچی در کابل رخ داد. این حمله منجر به کشته شدن بیش از ۸۵ تن و زخمی شدن حدود ۱۵۰ تن دیگر شد. (آماری دولت اعلام کرده بود) بیشتر قربانیان این حمله دانش‌آموزان دختر مکتب سیدالشهدا بودند. دولت افغانستان طالبان را عامل این حمله تروریستی می‌داند اما ذبیح‌الله مجاهد این ادعا را رد کرده و خود دولت افغانستان را در این قضیه دخیل می‌داند.

## واقعه
این حمله حدوداً ساعت ۴:۲۷ بعدازظهر روز شنبه ۱۸ ثور (اردیبهشت) ۱۴۰۰ در مربوطات حوزه سیزدهم و در مقابل مکتب «سیدالشهدا» رخ داد. این حمله زمانی رخ داده‌است که دانش‌آموزان دختر مکتب سیدالشهدا در حال خارج شدن از مکتب بودند. در این حمله تروریستی ابتدا یک ماشین بمب‌گذاری شده منفجر و در ادامه آن دو انفجار دیگر پی هم اتفاق افتاد که به گفته شاهدان عینی ناشی از انفجار خمپاره بوده‌است.

## قربانیان
بیشتر قربانیان این حمله دانش‌آموزان دختر مکتب سیدالشهدا بودند. بنابر گزارش آسوشیتدپرس، قربانیان این حادثه بین سنین ۱۳ و ۱۸ سال بودند.

## مسئولیت حمله
- دولت افغانستان طالبان و داعش را مقصر این حملات دانست اما طالبان دست داشتن در این حمله را رد کرده و خود دولت را در این قضیه دخیل دانست.[۲۳][۱۲][۱۴][۲۰]

## واکنش‌ها
- آنتونیو گوترش دبیرکل سازمان ملل متحد، این حمله را وحشتناک خوانده و محکوم کرده‌است. وی با خانواده‌های قربانیان ابراز همدردی کرده و خواستار مجازات عاملان حمله شده‌است.[۱۲][۲۴]
- وزارت امور خارجه ایالات متحده آمریکا در اعلامیه‌ای حمله به مکتب سیدالشهدا را محکوم کرده‌است. این وزارتخانه خواستار خاتمه فوری خشونت‌ها و هدف قرار دادن غیرمعمول غیرنظامیان بی‌گناه شده‌است.[۱۲][۲۵]
- وزارت امورخارجه سوئد در اعلامیه‌ای حمله به مکتب سیدالشهدا را تکان دهنده خوانده‌است.[۱۲]
- اتحادیه اروپا در واکنشی به این حمله گفته‌است که هدف قرار دادن غیرنظامیان، از جمله کودکان که در مکتب سیدالشهدای دشت برچی کابل حضور داشتند، نقض آشکار قوانین بین‌المللی بشردوستانه است. اتحادیه اروپا این حمله را به شدت محکوم کرده و خواهان مجازات و پاسخگویی عاملان حمله به مکتب سیدالشهدا شده‌است.[۱۲]
- یونیسف حمله به مکتب سیدالشهدا را به شدت محکوم کرده‌است. یونیسف حمله به مدارس را غیرقابل قبول خوانده‌است.[۱۲]
- سرور دانش این حمله را به طالبان نسبت داده و گفته این عمل وحشیانه ضدانسانی بدون شک از مصادیق بارز جنایت علیه بشریت است؛ زیرا به‌طور واضح هدف تروریست‌ها، قومی خاص با باورهای خاص است و این فاجعه با هدف نسل‌کشی و از بین بردن یک کتلهٔ اجتماعی صورت گرفته‌است. دانش از جامعه جهانی خواسته‌است که رهبران طالبان را دوباره در لیست سیاه و در معرض تحریم‌های سخت قرار دهد.[۱۴]
- عبدالله عبدالله رئیس شورای عالی مصالحه ملی ضمن محکوم کرده این حمله، آن را «تروریستی، نابخشودنی، ناپذیرفتنی و ظالمانه» خوانده‌است.[۱۴]
- یوناما از وقوع این حمله شدیداً انتقاد کرده و آن را بی‌رحمانه توصیف کرده‌است.[۱۴]
- حامد کرزی رئیس‌جمهور پیشین افغانستان نیز این حمله را محکوم کرده و خواستار آغاز فوری مذاکرات بین الافغانی شده‌است تا به گفته وی، از میزان خشونت‌ها کاسته شود.[۱۴]
- محمد اشرف غنی طالبان را مسئول این حمله دانسته و گفته‌است که این گروه با تشدید جنگ نامشروع و خشونت‌شان نه تنها به حل بحران کنونی به گونهٔ صلح آمیز تمایل ندارد، بلکه با پیچیده کردن وضعیت، فرصت فراهم شده به خاطر صلح را سبوتاژ می‌کند.[۱۴]
- امرالله صالح نماینده اول رئیس‌جمهور افغانستان نیز در تأیید اظهارات اشرف غنی، طالبان را مسئول حمله دانست.[۱۶]
- سخنگوی وزارت امور خارجه ایران این حمله تروریستی را محکوم کرد.[۲۶]
- فضل هادی مسلمیار رئیس سنای افغانستان نیز در واکنش به این حمله آن را «اقدامی بسیار ناجوانمردانه، وحشیانه و غیرانسانی» خواند.[۱۶]
- پاتریشیا گاسمن معاون بخش آسیایی دیدبان حقوق بشر نیز پیش از این نیز بارها حملات هدفمند تروریستی علیه شیعیان مساجد، مراکز آموزشی، مراکز ورزشی، زایشگاه و مناطق شیعه‌نشین افغانستان رخ داده‌است که در برخی موارد دولت اعلام کرده بود این جنایات را در دست بررسی دارد اما چرا تاکنون اتفاقی نیفتاده است؟![۱۶]
- پاپ فرانسیس حمله مرگ‌بار به مکتب سیدالشهدا را «اقدام غیرانسانی» خواند.[۲۷][۲۸]
- سید علی سیستانی در پیامی این حمله تروریستی را محکوم کرد.[۲۹]
- شورای امنیت سازمان ملل متحد نیز حمله به مکتب سیدالشهدا در غرب کابل را «فجیع و بزدلانه» خوانده و خواستار به عدالت کشانیدن و پاسخگو ساختن عاملان (مرتکبین، سازمان‌دهندگان، تمویل‌کنندگان و حامیان مالی) این حمله شد.[۳۰][۳۱]
- امانوئل ماکرون، رئیس‌جمهور فرانسه با انتشار پیامی به زبان فارسی در فیس‌بوکش، با مردم افغانستان به خاطر حمله مرگ‌بار به مکتب سیدالشهدا ابراز همدری کرد.[۳۲]
- سید علی خامنه‌ای، رهبر جمهوری اسلامی ایران در یک پیام توییتری اظهار داشت: «لعنت خدا برآن کسانی که جنایت را تا این حد گسترش می‌دهند و برای خودشان مباح می‌دانند که این تعداد دختر نوجوان را بیگناه به خاک و خون بکشند.» وی همچنین گفته‌است که «احساس تأسف و ناراحتی خود را از این حادثه تلخ و گریه‌آور افغانستان و شهادت این نوگلان و غنچگان مظلوم که پرپر شدند اعلام می‌کنم.»[۳۳]

## برای مطالعهٔ بیشتر
- ۲۳ روز پس از حمله به مکتب سیدالشهدا؛ همه دانش‌آموزان دچار بیماری روانی شده‌اند
- وضعیت زخمیان مکتب سیدالشهدا؛ «ترکش‌ها را نکشیده، مرخص کردند»